# Lujovitsy
Lujovítsy (en ruso: Лухови́цы) es una localidad del óblast de Moscú, en Rusia. Está ubicada a orillas del río Oka, 135 km al sureste de Moscú. Centro administrativo del raión de Lujovítsy, cuenta con una población de 31.859 habitantes (censo de 2010).

## Historia
Otrora conocida como Glujovíchi (Глуховичи), fue mencionada por primera vez como un asentamiento de un votchina del Arzobispado de Riazán. El asentamiento pasó a llamarse Lujovíchi (Луховичи) hasta mediados de los años veinte del siglo pasado. Posteriormente pasó a nombrarse de manera oficial como Lujovítsy. En 1957, alcanzó el estatus de górod (ciudad rusa). El rápido crecimiento demográfico se debió al desarrollo de la planta de ingeniería Lujovítsy. 
A escasos 11 km al noreste de Lujovítsy, está localizado el asentamiento de Dedínovo. Es conocido como uno de los más grandes centros de construcción naval desde el siglo XVII, en Rusia. Oriol, uno de los primeros barcos de guerra rusos, se construyó aquí en 1669.

## Economía
En la época de postguerra, Lujovítsy fue objeto de un desarrollo industrial intensivo. Se convirtió en sede de las instalaciones para pruebas de vuelo de la fábrica de aviones de Moscú. Más tarde, a finales de los cincuenta, se construyó la planta de ingeniería Lujovítsy para la producción de aeronaves. Para los años setenta la planta ya era una de las principales de Rusia, y había formentado el desarrollo industrial de toda la región.

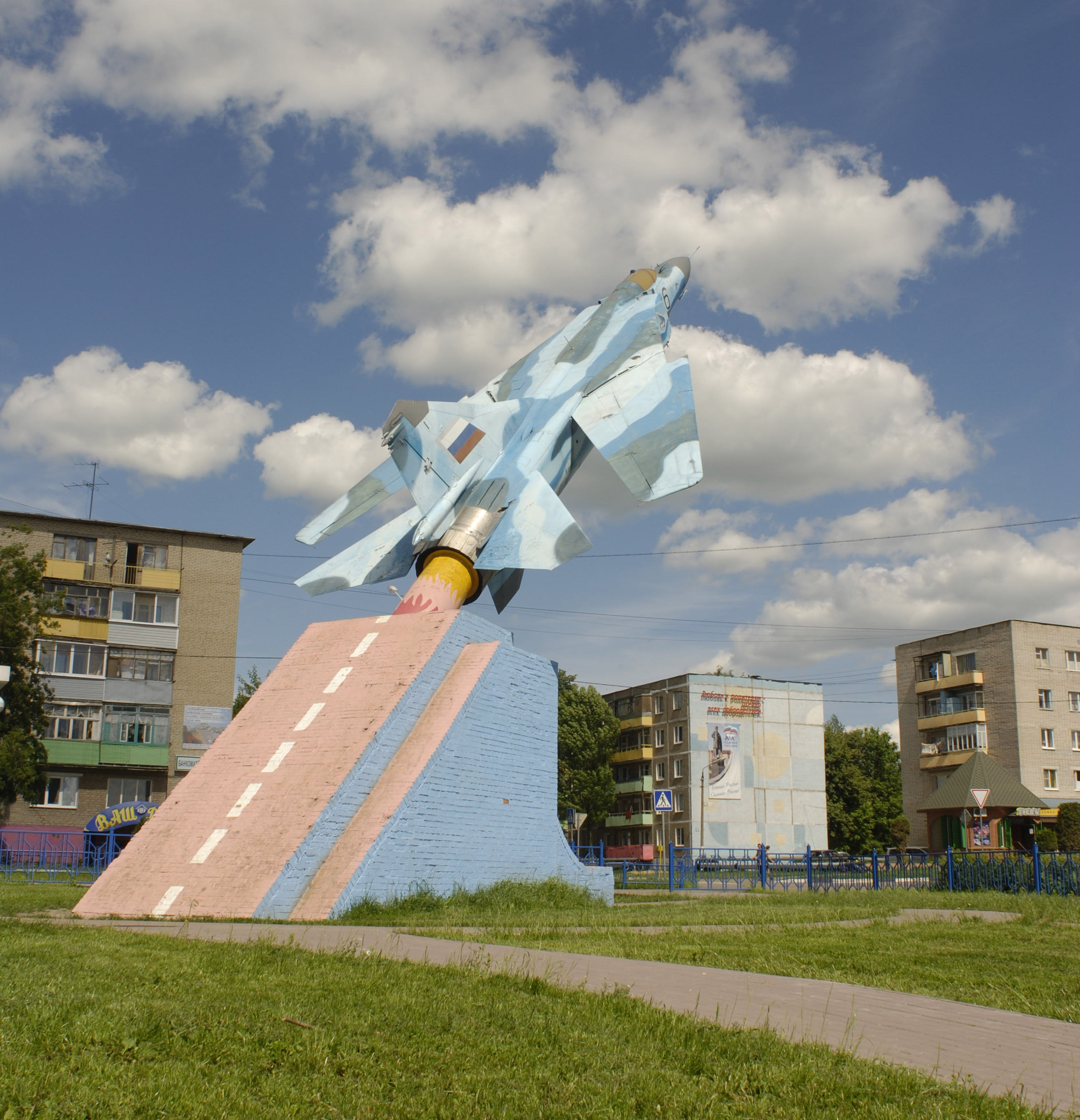
Monumento al MiG-23.

Actualmente, Lujovítsy continua gozando de su fama en la industria aeronáutica, y además cuenta con nuevas industrias en la construcción de maquinaría, madera, y producción de alimentos. Es conocida por el cultivo de pepinos, de hecho, hay un monumento al pepino en la localidad. 

## Transporte
La localidad cuenta con la Terminal de Buses de Lujovítsy y el aeropuerto Lujovítsy Tretiakovo.

## Evolución demográfica
| Censo | 1744 | 1861 | 1925 | 1959 | 1970 | 1979 | 1989 | 2005 | 2010 |
| ----- | ---- | ---- | ---- | ---- | ---- | ---- | ---- | ---- | ---- |
| Pob.  | 0,42 | 1,3  | 3,15 | 12,6 | 18,1 | 27,6 | 32,0 | 32,3 | 31,8 |